# فیرمین ریچارد
فیرمین ریچارد (به انگلیسی: Firmine Richard) زادهٔ ۲۵ سپتامبر ۱۹۴۷ در پوئنت-ا-پیتر، گوادلوپ، فرانسه یک هنرپیشه اهل فرانسه است. از فیلم‌های مطرح وی می‌توان به ۸ زن، پیش پا افتاده و شکار و گردآوری اشاره کرد.

## زندگی شخصی
در فوریه ۲۰۰۹، ریچارد در در تظاهرات واقع در پاریس برای حمایت از اعتصابات کارائیبی فرانسوی ۲۰۰۹ در گوادلوپ و مارتینیک شرکت کرد.